# Asteroid Impact & Deflection Assessment
Asteroid Impact & Deflection Assessment (kurz AIDA; englisch für „Asteroiden-Einschlag- & Ablenkungs-Bewertung“) ist eine gemeinsame Mission von NASA und ESA zum Doppelasteroiden (65803) Didymos. An der Mission sind weiterhin das DLR, ASI, Observatoire de la Côte d’Azur (OCA) und Johns Hopkins University Applied Physics Laboratory (JHU/APL) beteiligt.
Ziel der Mission ist es zu erkunden, wie die Bahn eines Asteroiden durch den Einschlag einer Raumsonde geändert werden kann.
Die Mission besteht aus zwei Raumsonden: Der NASA-Sonde DART und der ESA-Sonde Hera; dazu kommen mitgeführte Cubesats. Der Start von DART fand am 24. November 2021 statt. Die Sonde schlug am 26. September 2022 auf dem Begleiter von Didymos, Dimorphos, ein. Der Start von Hera erfolgte am 7. Oktober 2024. Hera soll dabei die Auswirkungen des Aufpralls genauer untersuchen.

## Aufgegebene Vorläuferstudie AIM
Im Februar 2015 stellte die NASA die Konzeptstudie der AIDA-Mission zum erdnahen Doppelasteroiden (65803) Didymos als Gemeinschaftsprojekt mit der ESA vor, bei dem die NASA-Sonde DART (Double Asteroid Redirection Test) auf Dimorphos einschlägt und die ESA-Sonde AIM (Asteroid Impact Mission) den Einschlag beobachtet und die Asteroiden vermisst. Die ESA konkretisierte im Oktober 2015 die Pläne zur Raumsonde AIM. Die Daten sollten per Laserkommunikation zur Optical Ground Station der ESA auf Teneriffa gesendet werden, wodurch die Übertragung gegenüber bisheriger Funkkommunikation um ein Vielfaches schneller verlaufen würde. Die 39,3 Kilogramm schwere Sonde sollte RUAG Space in der Schweiz designen. Durch die AIM-Raumsonde sollten detaillierte topografische Karten der Asteroiden, sowie Kenntnisse über den inneren Aufbau und die Umlaufbahn des kleineren Asteroiden um den größeren gewonnen werden. Technisch sollte die Laserkommunikation zur Bodenstation und ein Inter-Satelliten-Netzwerk zwischen AIM-Raumsonde, CubeSats und MASCOT-2-Lander des Deutschen Zentrums für Luft- und Raumfahrt (DLR) erprobt werden, der die chemische Bodenzusammensetzung untersuchen sollte. AIM sollte von Französisch-Guayana aus starten und den Doppelasteroiden Didymos 18 Monate später in 16 Millionen Kilometer Entfernung erreichen. An Bord wäre neben einer hochauflösenden Kamera, eine Infrarotkamera und ein Radar zur Oberflächenuntersuchung gewesen. Im späteren Missionsverlauf sollte die Sonde in sicheren Observierungsabstand gehen.
Im Dezember 2016 beschloss der ESA-Ministerrat – eine Ministerkonferenz aller 22 ESA-Mitgliedsstaaten – als oberstes Gremium, für AIM keine Finanzmittel zu bewilligen. Es wären 100 Millionen Euro nötig gewesen. Dies bedeutet de facto den Rückzug der ESA aus dem Projekt.
Die NASA gab im Anschluss an diese Tagung bekannt, dass sie am AIDA-Konzept festhalten und die DART-Raumsonde im Zweifel auch ohne den ESA-Pendanten starten wolle. Der Einschlag wäre dann nur von Bodenstationen beobachtet worden. Ende Juni 2017 bestätigte die NASA die AIDA-Mission, indem sie sie von einer Konzeptstudie zur vorläufigen Design-Phase hochstufte.

## Missionsziel der AIDA Mission
Hauptziel ist es zu überprüfen, ob die Umlaufbahn eines mittelgroßen Asteroiden, in diesem Fall Didymos, durch den Einschlag einer Raumsonde verändert werden kann. Dies wäre der erste Schritt einer planetaren Verteidigung gegen Erdbahnkreuzer, um diese bei Kollisionsgefahr mit der Erde von ihrem Kurs abzubringen. Der Meteor von Tscheljabinsk von 2013 mit rund 1500 Verletzten zeigte die Notwendigkeit. Didymos gehört wie dieser zum Apollo-Typ der Asteroiden – erdnahe Asteroiden, die die Erdbahn kreuzen können. Didymos ist kein Erdbahnkreuzer und es besteht auch keine Gefahr, dass er durch das Experiment zu einem Erdbahnkreuzer wird. Aus der Mission Deep Impact, die 2013 planmäßig auf dem Kometen 9P/Tempel 1 einschlug, wurde erkannt, dass eine Beobachtung des Einschlags durch eine andere in der Nähe befindliche Sonde durch den dabei aufgewirbelten Staub nicht die Erwartungen erfüllen kann. Besser ist es, wenn die genauere Untersuchung zu einem späteren Zeitpunkt erfolgt, nachdem die Staubwolken verschwunden sind.

## DART

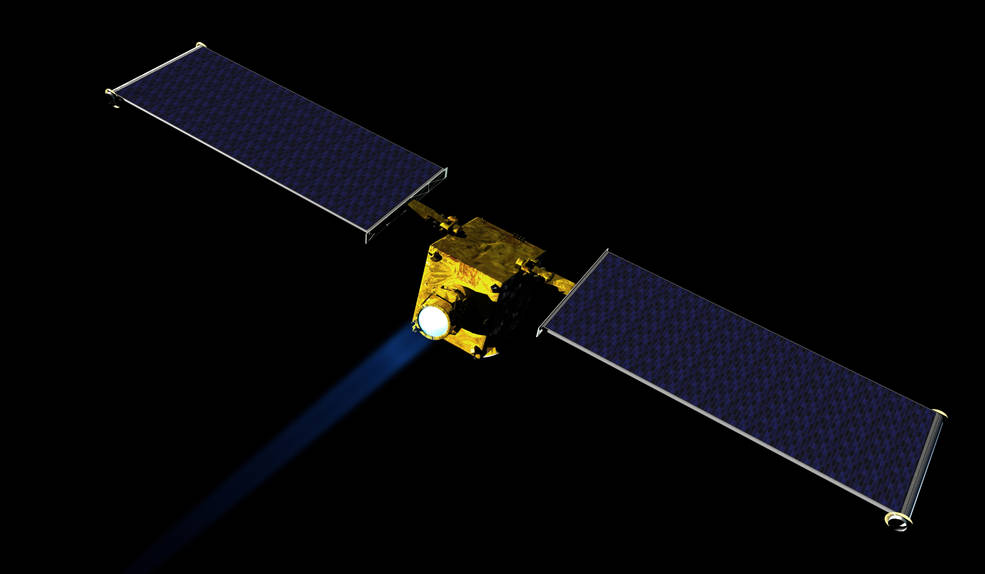
Künstlerische Darstellung der DART-Sonde

DART als Sonde der NASA startete am 24. November 2021 auf einer Falcon-9-Trägerrakete von der Vandenberg Space Force Base in Kalifornien, und sollte nach einem Vorbeiflug am Asteroiden (3361) Orpheus im Oktober 2022 eintreffen. Didymos war zu diesem Zeitpunkt ungefähr 11 Millionen Kilometer von der Erde entfernt. Die NASA-Sonde schlug am 26. September 2022 mit sechs Kilometer pro Sekunde auf Dimorphos ein, der einen Durchmesser von 170 Meter hat. Vor dem Einschlag wurde der Light Italian CubeSat for Imaging of Asteroids (LICIACube) ausgeworfen, der den Einschlag mit zwei Kameras mit unterschiedlicher Brennweite beobachtete. 

## Hera

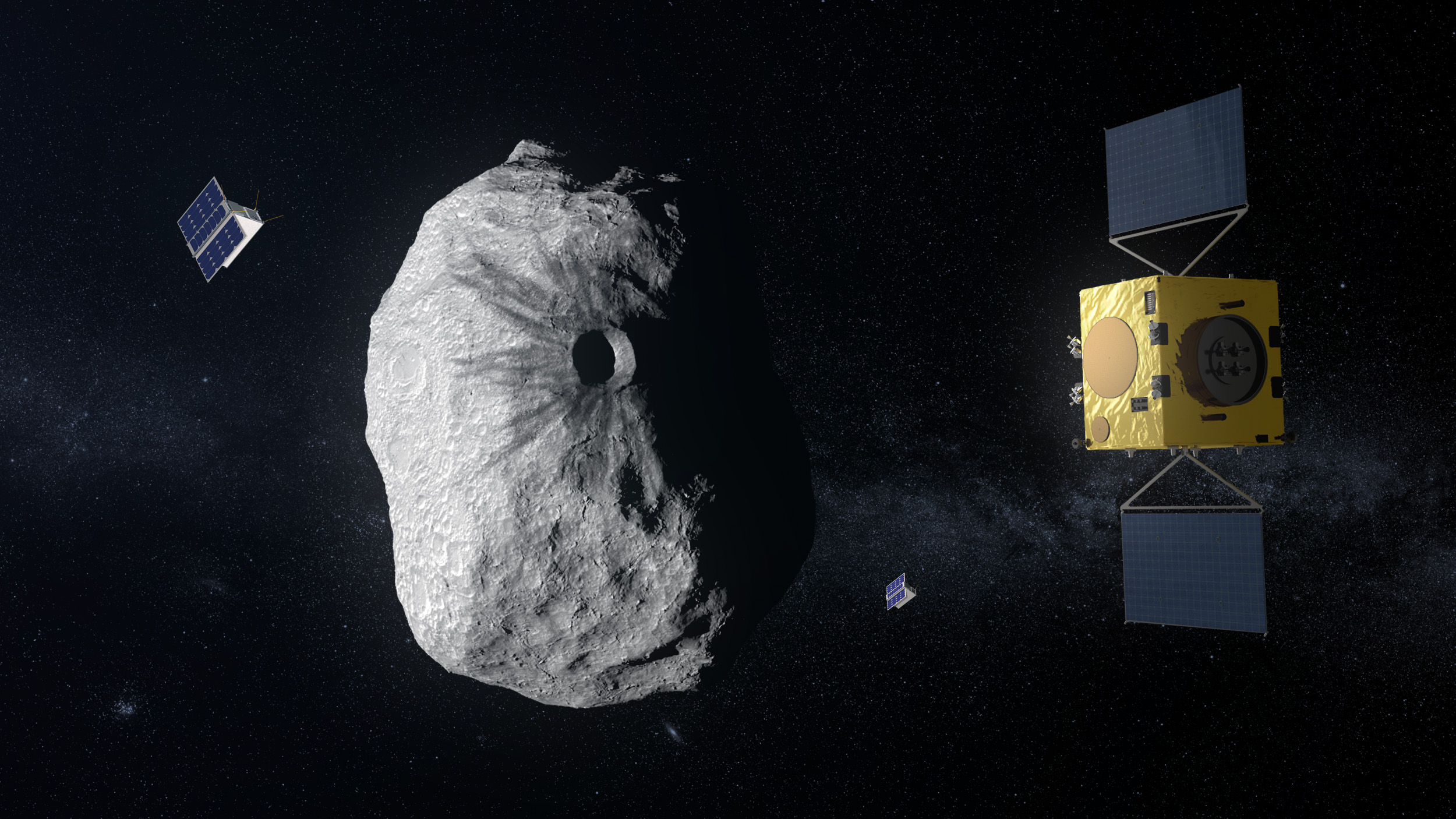
Künstlerische Darstellung von Hera im Orbit

Die ESA-Mitgliedstaaten nahmen die Beteiligung an AIDA wieder auf und beschlossen im November 2019 die Hera-Mission. Am 15. September 2020 wurde der Auftrag zum Bau in Höhe von 129,4 Mio. Euro an ein Konsortium unter Führung des Unternehmens OHB, erteilt. Der Start ist für 2024 geplant und Hera soll ca. 2027 bei Didymus eintreffen. Es soll geklärt werden, ob und wie sich die Umlaufbahn von Dimorphos um Didymos durch den Einschlag verändert hat. Außerdem soll der Einschlagskrater vermessen und Menge und Art des herausgeschleuderten Materials analysiert werden.